# Neodon
Neodon (Horsfield, 1841) è un genere di roditori della famiglia dei Cricetidi.

## Descrizione

### Dimensioni
Al genere Neodon appartengono roditori di piccole dimensioni, con lunghezza della testa e del corpo tra 80 e 134 mm e la lunghezza della coda tra 22 e 52 mm.

### Caratteristiche craniche e dentarie
Il cranio è simile a quello del genere Microtus, dal quale si distingue solamente dalla morfologia del primo molare inferiore, il quale ha tre triangoli ravvicinati davanti al prisma posteriore.
Sono caratterizzati dalla seguente formula dentaria:

### Aspetto
L'aspetto è tipico delle arvicole. La pelliccia è densa e lunga. Le parti dorsali variano dal marrone chiaro al bruno-grigiastro scuro, mentre le parti inferiori sono più chiare. Gli occhi sono piccoli. Le orecchie sono di dimensioni normali con dei ciuffi di peli sottili davanti e un anti-trago triangolare. Il pollice è munito di un artiglio ottuso ben sviluppato. La coda è scura sopra e più chiara sotto. Le femmine hanno quattro paia di mammelle.

## Distribuzione
Il genere è endemico della Cina.

## Tassonomia
Il genere comprende 7 specie.
- Neodon forresti
- Neodon irene
- Neodon judalschi
- Neodon linzhiensis[3]
- Neodon medogensis[4]
- Neodon nyalamensis[4]
- Neodon sikimensis